# 本·柯漢
本·柯漢（Benjamin Christopher "Ben" Cohen，MBE，1978年9月14日—）是英國的一位前橄欖球運動員。他曾是英格蘭欖球代表隊的成員，職業生涯開始於1996年。他也是2003年英格蘭橄欖球隊奪得世界冠軍的成員之一。